# SnatchBot
SnatchBot - облачный инструмент для создания чат-ботов для социальных сетей, а именно Facebook Messenger, Skype, Slack, SMS, Twitter.
Также имеются модели обработки естественного языка, которые, в сочетании с инструментами машинного обучения, позволяют создавать чат-боты, умеющие анализировать намерения пользователей.

## История
Компания SnatchBot была основана в 2015 году Генри Беном Эзра и Ави Беном Эзра. Расположена в Герцлия, Израиль.
В июле 2017 компания Snatchbot выступила спонсором саммита Chatbot Summit, который проводился в Берлине, Германия.
По состоянию на декабрь 2017 года, около 30 миллионов пользователей взаимодействовали с чат-ботами, созданными на базе платформы SnatchBot.